# Тимонина, Татьяна Владимировна
Татьяна Владимировна Тимонина (род. 14 июля 1990, Москва) — российская дзюдоистка, призёр чемпионатов России, мастер спорта России. Родилась и живёт в Москве. Тренировалась под руководством Н. В. Коржавина и С. М. Мордвинова.

## Спортивные результаты
- Кубок Европы по дзюдо 2012 года, г. Тампере (Финляндия) — ;
- Кубок Европы по дзюдо 2012 года, г. Борас (Швеция) — ;
- Кубок Европы по дзюдо 2013 года, г. Оренбург (Россия) — ;
- Чемпионат России по дзюдо 2013 года, г. Санкт-Петербург — ;
- Командный чемпионат России по дзюдо 2013 года, г. Санкт-Петербург — ;
- Чемпионат России по дзюдо 2014 года, г. Ханты-Мансийск — .